# Vladimír Manda
Vladimír Manda (* 17. dubna 1950 Brno) je moravsko-slovenský filosof, vysokoškolský pedagog v oboru na Univerzitě Konštantína Filozofa v Nitře. Specializuje se na předměty etika, filosofie společnosti (John Locke, Thomas Hobbes, F. V. Hayek, Karl Marx) a logika.
K předmětům, které vyučuje patří dějiny logiky, filozofie společnosti, Marxův koncept společnosti, neoliberalistický koncept společnosti F. A. Hayeka, metodologie vědy, novověká filozofie či sociální filosofie.
Je spoluautorem učebnice občanské nauky, monografií a studií. Píše také společenské komentáře jako redaktor pro revue DAV DVA.

## Životopis
V roce 1976 absolvoval obor filozofie na Filozofické fakultě Univerzity Komenského v Bratislavě, od roku 1976 působil jako vysokoškolský pedagog na Slovenské zemědělské univerzitě v Nitře a od roku 2006 jako vysokoškolský pedagog na Univerzitě Konstantina Filozofa v Nitře. V roce 1988 získal titul CSc. V roce 2005 získal titul docent.

### Jiné aktivity, členství
- Vědecká rada FF UKF Nitra
- Oborová rada FF UKF pro doktorandské studium v oboru dějiny filozofie
- Oborová rada FF UKF pro doktorandské studium v oboru etika
- člen Výboru Slovenského filosofického sdružení při SAV

## Dílo
- Človek, sloboda a vlastníctvo vo filozofii raného novoveku (Vladimír Manda, Richard Sťahel, Tomáš Pružinec), Bratislava: IRIS, 2015
- Globálne výzvy pre vzdelávanie ekonómov. In: Mládež a spoločnosť. Roč. XXI, č. 3, 2015
- Is evil in Locke’s moral philosophy a hedonistic one? In: Contemporary images of evil. Kraków : WNUP, 2013. ISBN 978-83-7271-817-4, p. 189–204
- Sloboda a nevyhnutnosť : spor medzi Hobbesom a Bramhallom. In: Philosophica 13 : Metamorfózy slobody v dejinách myslenia / Richard Sťahel, Andrea Javorská, Klement Mitterpach. Nitra : UKF, 2013. ISBN 978-80-558-0509-2, s. 61–69
- Dve poňatia Hobbesovej morálnej filozofie – „etika“ a „teória povinností“. In: Philosophica 11 : filozofické a spoločensko-vedné aspekty občianstva v 21. storočí / Dušan Špirko, Richard Sťahel, Tomáš Pružinec. Nitra : UKF, 2013. ISBN 978-80-558-0310-4, s. 75–89
- Skutočnosť slobody ako „možnosť možnosti“. In: Acta Humanitas : časopis pro společenské vědy. ISSN 1805-2142, roč. 3, č. 1 (2013), s. 104–112
- John Locke: vlastníctvo a zmluva. In: Dejiny sociálneho a politického myslenia. Edited by František Novosád, Dagmar Smreková. Bratislava : Kalligram 2013. ISBN 978-80-8101-679-0, s. 237–249
- Locke’s concept of liberty / Lockov pojem slobody. In: Filozofia. ISSN 0046-385X, 2013, roč. 68, č. 2, s. 105–113
- Property in Locke’s Politica Philosophy / Koncept vlastníctva v Lockovej politickej filozofii. In: Filozofia. ISSN 0046-385X, 2012, vol. 67, no. 4, p. 291–302
- K niektorým aspektom Lockovej idey slobody. In: Sloboda a jej projekcie : zborník vedeckých príspevkov z jubilejného 10. výročného stretnutia Slovenského filozofického združenia spojeného s medzinárodnou konferenciou konanou v dňoch 18. – 20. septembra 2011 v kongresovom centre SAV Academia Stará Lesná. Prešov : PU, 2012. ISBN 978-80-555-0619-7, s. 25–32
- Kierkegaardove chápanie lásky k blížnemu. In: V tieni Kierkegaarda / In the shadow ofKierkegaard : zborník z medzinárodnej vedeckej konferencie organizovanej dna 23.–24. septembra 2010 v Nitre Katedrou všeobecnej a aplikovanej etiky, Filozofickej fakulty Univerzity Konštantína Filozofa v Nitre (SR) / Roman Králik et al. Nitra : UKF, 2011. ISBN 978-80-8094-883-2, s. 232–242
- Morálka a ekonomika. In: Aktuálne otázky spoločenských a humanitných vied ’09 : zboník príspevkov z interdisciplinárneho vedeckého kolokvia,Bratislava, 15.októbra 2009. Brartislava : STU, 2010. ISBN 978-80-227-3232-1, s. 25–31
- On Some Aspects of the Ethos of Slovak Society and its Connection with Hayek’s Concept of Social Justice. In: Central-European Ethos or Local Traditions: Equality, Justice / Jarmila Jurová et al. Boskovice : Publishing house ALBERT, 2010. P. 107–120. ISBN 978-80-7326-187-0
- Etický koncept Thomasa Hobbesa. In: Fyzika a etika IV : veda, človek, príroda – tvorba, dilemy, riziká : zborník monografických štúdií z konferencie s medzinárodnou účasťou konanej na Univerzite Konštanína Filozofa v Nitre, 29.–30. júna 2009 / Miroslava Jančovičová. Nitra : UKF, 2010. ISBN 978-80-8094-700-2, s. 449–461
- Idea osoby v Lockovej filozofii. In: Personálna obnova humanity na prahu 21. storočia : zborník príspevkov z konferencie s medzinárodnou účasťou konanej na Univerzite Konštantína Filozofa v Nitre v dňoch 17.–18. apríla 2008 / Milan Jozek, Mária Klobušická. Nitra : UKF, 2009. ISBN 978-80-8094-465-0,  s. 181–192
- Prirodzený zákon – realita alebo fikcia. In: Realita a fikcia : zborník príspevkov z medzinárodnej vedeckej konferencie v rámci 9. výročného stretnutia SFZ pri SAV, Smolenice, 12.–13. október 2009. Bratislava : SAV, 2009. ISBN 978-80-970303-0-8, s. 434–440
- Historický pohľad na formovanie občianstva. In: Problémy formovania európskeho občianstva : zborník recenzovaných prác z medzinárodnej vedeckej konferencie, ktorá sa uskutočnila v rámci medzinárodného projektu SOCRATES GRUNDTVIG, „Multicultural Education for European Citizenship“. Nitra : SPU, 2009. ISBN 978-80-552-0305-8, s. 1–10
- Etika. Nitra : SPU, 2009. 104 s. ISBN 978-80-552-0221-1
- Svedomie človeka a občana podľa T. Hobbesa. In: Člověk – Dějiny – Hodnoty IV.: jako filozofický, sociologický a politologicklý problém. Ostrava, 6. listopad, 2009. Ostrava, 2009. ISBN 978-80-7368-725-0, s. 195–203
- Multikultúrne vzdelávanie a európske občianstvo. Nitra : SPU, 2009. 183 s. ISBN 978-80-552-0292-1
- Občianska výchova pre 7. ročník základných škôl. Bratislava : Slovenské pedagogické nakladateľstvo, 2008
- bookFilozofia. [učebné texty pre dištančné vzdelávanie] (V. Manda, T. Mandová). V Nitre. Slovenská poľnohospodárska univerzita, 2005
- Teória poznania Johna Locka, Bratislava: Iris, 2005
- Základné teoretické princípy Haykovej kompozitívnej metódy poznania spoločnosti. In: Sociológia. – Roč. 35, č. 2, 2003
- DYNAMIKA OBJEKTÍVNYCH A SUBJEKTÍVNYCH FAKTOROV V PROCESE ROZHODOVANIA EKONOMICKÝCH SUBJEKTOV. In: Ekonomika a manažment podnikov v procese globalizácie. V Nitre : Slovenská poľnohospodárska univerzita, 2002
- HAYEKOVA KONCEPCIA SLOBODY ČLOVEKA. In: Človek, spoločnosť, myslenie. Banská Bystrica : Univerzita Mateja Bela, 2002
- FILOZOFICKÉ ASPEKTY HUMANIZÁCIE VZDELANIA. In: Zborník vedeckých prác z Medzinárodných vedeckých dní 2001. Nitra : Slovenská poľnohospodárska univerzita, 2001
- Filozofia (Vladimír Manda, Tatiana Mandová). V Nitre : Slovenská poľnohospodárska univerzita, 2001
- Etika (V. Manda, E. Svitačová). V Nitre : Slovenská poľnohospodárska univerzita, 2001
- Príklad logického vývoja pojmu. In: ORGANON F. – Roč. 8, č. 3, 2001
- Občianska výchova pre 7. ročník základných škôl. Bratislava: Slovenské pedagogické nakladateľstvo, 2000
- Idea pokroku v koncepcii otvorenej spoločnosti / Tatiana Mandová, Vladimír Manda. In: Politické vedy. Roč. 3, č. 1, 2000)
- Ciele, štruktúra, metódy a celková charakteristika výsledkov výskumnej úlohy E – 53. In: Zborník vedeckých prác z riešenia výskumných projektov E 49, E 53, E 56 (1997–1999). -Nitra. [Slovenská poľnohospodárska univerzita], 2000
- POJEM A VÝZNAM. In: Zborník vedeckých prác z Medzinárodných vedeckých dní 2000. -Nitra : Slovenská poľnohospodárska univerzita, 2000
- Filozoficko-metodologické aspekty Hayekovej koncepcie otvorenej spoločnosti. In: Úloha metodológie v systematickom poznávaní spoločnosti Slovenskej republiky 2000. Bratislava : Ekonóm, 2000
- Logika. V Nitre : Slovenská poľnohospodárska univerzita, 2000
- Filozofia (V. Manda, V. Macák). V Nitre : Slovenská poľnohospodárska univerzita, 1999
- K NIEKTORÝM ASPEKTOM VZDELÁVANIA NA PRAHU 3. TISÍCROČIA. Medzinárodné vedecké dni '99. V Nitre : Slovenská poľnohospodárska univerzita, 1999
- K niektorým otázkam výučby humanitných disciplín na vysokých školách technického typu. Podiel humanitných vied na formovaní technickej inteligencie. Trnava: Bliss, 1997
- Seminárne učebné plány z marxisticko-leninskej filozofie (Oľga Hrubošová, Viliam Macák a Vladimír Manda), Nitra: Vysoká škola poľnohospodárska, Ústav marxizmu-leninizmu, Oddelenie marxisticko-leninskej filozofie, 1982
- K aktuálnym otázkam marxisticko-leninskej filozofie : Vybrané kapitoly (Vladimír Manda, Jozef Mátel, Viliam Macák, Daniela Wolfová, Cyril Diatka, Alfred Štuller, Dezider Végh, Juraj Zima, Lukáč Ján Veverka). Nitra: Vysoká škola poľnohospodárska, 1989
- Filozofické aspekty potrieb človeka a ich úloha v rozvoji socialistickej osobnosti, Bratislava: s.n., 1987
- Socialistická osobnosť (Daniela Wolfová, Vladimír Manda). In: Zborník Ústavu marxizmu-leninizmu pri Vysokej škole poľnohospodárskej v Nitre 12/1982
- Niektoré teoretické problémy ideológie. In: Zborník Ústavu marxizmu-leninizmu pri Vysokej škole poľnohospodárskej v Nitre 12/1982
- PROBLEMATIKA SOCIÁLNYCH ZÁUJMOV V LENINIZME. In: FILOZOFIE. 1981